# シェアハウス

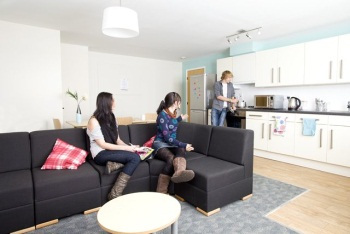
イギリスのエクセター大学学生寮の共用キッチン

シェアハウスとは、一つの住居に複数人が共同で暮らす賃貸物件を指す和製英語。一般的にはキッチンやリビング、バスルームなどを共同で使用し、プライバシー空間として個室を利用する。
大抵のシェアハウスは、以前は寮やマンション、一般の民家等であった建物を転用して運営されている。入居者は基本的にそれぞれのプライベートな居室で生活し、リビング、キッチン、トイレ、風呂、洗濯機などといった設備だけを共用する。
ルームシェア（海外では、フラット・シェア、ハウス・シェアなどと呼ばれる）が一般的にアパート・マンションの一室や戸建住居を複数人で共同で借りて使用する形態であるのに対し、日本のシェアハウスは業者主導で運営されることが主流で、従来の風呂無しアパートのように経済性のみを訴求点としたものではなく、共用設備の利用に際し発生する入居者同士のコミュニケーションを主要な訴求点としているのが特徴である。

## 歴史
日本のシェアハウスという世界的にも特徴のある形態の源流は、1980年代〜1990年代、当時日本で住まいを借りることが難しかった外国人に対して、当時借り手が少なかった寄宿舎を一棟借りして、部屋貸していた業態に端を発する。当時このような住まいはゲストハウス、外人ハウスなどと呼ばれていた。その後日本人がこのような住まいに惹かれて住むようになっていったが、当時は事業者も住まい手も、バックパッカー文化に慣れ親しんだ人たちが多く、月極めの住まいとはいえ、ゲストハウスのようなオープンでおおらかな文化のハウスが多かった。
2000年代に入ると、ゲストハウスの人気が出るにつれ、上述のような出自を持たず単に安さのみを訴求したり、ドミトリータイプ主体の業者が一時的に増加した。 この動きに業界が壊されかねない危惧を抱いた関係者たちの中から、2005年にひつじ不動産、2006年に日本ゲストハウス連盟（現日本シェアハウス連盟）が発足し、入居者同士のコミュニケーションを主要な訴求点とするゲストハウスの規約策定や正しい市場情報の発信に努めた。
2008年にはギークハウスや渋家といった、共通項を持つ若者のためのゲストハウスが増加。
この頃、デザイナーズゲストハウスと呼ばれた内装にこだわり、事業者主導のコミュニティ管理に力を入れた物件群が現れた。当時、このような物件を手がけていた業者が現在シェアハウスの大手として成長している。この流れの中で、誤解を受けかねないゲストハウスという名前を自社物件に使うのをやめ、シェアハウスやシェア住居、シェア賃貸という名前を使う決断をする業者が増えていった。
2011年には、シェアハウス情報を専門に扱うポータルサイトが開設され、以降「シェアハウス」という言葉が一般的に広く使用されるようになった
2013年、インターネットカフェ大手のマンボーが東京都内で展開していたシェアハウスを自称するレンタルオフィスが数々の法令違反を犯していることが表面化。シェアハウスの一部に消防法や東京都建築安全条例などの法律・条例に定める共同住宅の基準を守っていないものがあり、これらの住居が「シェアハウスとは名ばかりの『脱法ハウス』である」として問題視されるようになった。このような中で、当時の国交相が「シェアハウスは、建築基準法上の寄宿舎に該当する」 との公式見解を発表、現存する小規模なシェアハウスの存続が危ぶまれることもあったが、業界関係者の努力により、2014年には、「シェアハウスに関する規制を緩和する方向性」の国交相コメントがなされ、実際に2019年の規制緩和につながっている。
2019年には、詐欺師として逮捕歴もある人物が、スルガ銀行をはじめ多くの関係者を巻き込んで起こした大規模詐欺「かぼちゃの馬車」事件が起こる。シェアハウスの実際のニーズに合致しない案件が多数新築されてしまう。
このように絶えず市場荒らしの影響を受け続けたシェアハウス業界であったが、日本のシェアハウスの物件数は特に2000年代前半は年間３割増加するペースで増えていった。2019年時点で4867件、約6万世帯がシェアハウスに暮らしており、今も関東圏を中心に地方においても、物件数は年々増え続けている。また、1物件あたりの平均世帯数は12世帯超となっている。
2010年代半ばからは、共通の趣味を持った入居者を事業者が募ったり、事業者が多様なサービスを提供するシェアハウスが誕生し、話題を呼んだ。これらのシェアハウスはコンセプトシェアハウスと呼ばれ、同じ職業や同じ資格の取得を目指す人がスキルを高め合えるタイプであったり、同じ趣味を持つ人同士で住むといった様々なタイプがあるとされている。不動産という性格上、住む住人を狭めてしまうと長く存続することが難しいこともあり、大きくは広がらなかったが、「お茶」「料理」「英会話」「園芸」といった学びや体験を重視するシェアハウスは増加している傾向にあり、これらはコンセプトシェアハウスの流れの延長上にあるといえる。   
また、シングルマザー同士で助け合うシェアハウスやファミリー向けのシェアハウスなどの多世代で住めるシェアハウスも徐々にではあるが出現してきつつある。

## 海外での流れと関連する住まい方
北欧ではコレクティブハウス、米国ではコハウジング、ロシアではコミュナルカというシェアする住まい方が1990年代から存在していた。この流れを受けて、日本でもコレクティブハウスが少数展開されているが、シェアハウスと違い、水周りを各戸で所有するため、価格帯が高くなりがちでなかなか増えていない。2010年代後半から、Co-livingという住まい方のカテゴリが欧米で出現し、日本のシェアハウス事情に似た物件が海外でも展開されるようになってきている。
複数世帯で１つの家を共有すること自体は、日本でも下宿などと呼ばれ、古くから歴史がある。また、井戸などを共有する江戸時代の集合住宅、長屋についても類似の形態と言える。高齢者向けのコミュニティを訴求点とした住まいとしては、グループリビングやサービス付き高齢者住宅などが存在している。
近年は、二地域居住、地域の空き家活用や町おこしの文脈や、共有経済やギフトエコノミー、持続可能な住まい方性の観点からも、シェアハウスに関心が高まっている。

## 参考書籍
- 阿部 珠恵、茂原 奈央美『シェアハウス わたしたちが他人と住む理由』（初版）（株）辰巳出版、東京都、2012年11月20日。ISBN 978-4-7778-1054-3。
- 丁 志映 著「第2章 様々な人々が混ざり住む「シェア居住」」、日本住宅会議 編『若者たちに「住まい」を！ 格差社会の住宅問題』 774巻（初版）、岩波書店、東京都〈岩波ブックレット〉、2008年12月9日。ISBN 978-4000094443。
- ひつじ不動産『東京シェア生活』（初版）アスペクト、東京都、2010年2月25日。ISBN 978-4757217539。
- シェアパーク『シェアハウスで暮らす: シェア生活の良いところも悪いところもぜんぶ書きました!』（初版）誠文堂新光社、東京都、2013年2月8日。ISBN 978-4416613207。
- 萩原修・安藤美冬・島原万丈・馬場正尊、関口正人・中村真広・田中陽明・三浦展 著、猪熊純・成瀬友梨・門脇耕三 編『シェアをデザインする』（初版）株式会社　学芸出版、京都市、2013年12月15日。ISBN 978-4-7615-2564-4。